# CANSA C.6 Falchetto
Il CANSA C.6 Falchetto era un aeroplano monomotore da addestramento acrobatico biplano sviluppato dall'azienda aeronautica italiana Cansa (Costruzioni Aeronautiche Novaresi S.A.) nei primi anni quaranta del XX secolo.

## Storia del progetto
Il 24 novembre 1940 la Direzione Generale Costruzioni Aeronautiche (DGCA) emise un requisito relativo ad un aereo da addestramento biplano, monoposto, a carrello fisso, dotato di piene caratteristiche acrobatiche, anche in volo rovescio, e di cui si potesse disporre anche di una versione biposto. L'aereo monoposto doveva avere le seguenti caratteristiche: velocità massima di 250 km/h, di stallo di 80 km/h, salita a 3 000 m in 10', autonomia di 500 km, e atterraggio su ostacolo di 8 m in 300-350 m. Inoltre la versione biposto doveva avere un'autonomia di 200-300 km per consentire l'addestramento alla navigazione. Il 23 gennaio 1941 la DGCA comunicò al Comitato progetti che erano arrivate cinque proposte per velivoli acrobatici da altrettante ditte, tutte dotate di propulsore Isotta-Fraschini Beta. Si trattava dei Caproni-Predappio Ca.605 (monoposto) e Ca.606 (biposto), Breda Ba.205, Saiman 207B e CANSA C.6 Falchetto.
Progettato dall'ingegnere Giacomo Mosso il mockup del C.6 Falchetto fu presentato alla DGCA l'11 dicembre 1940. Si trattava di velivolo derivato dal precedente C.5, dotato di moderne tecniche costruttive come il decalaggio dei piani orizzontali di coda, e l'intercambiabilità fra ali e alettoni superiori e inferiori, costruito interamente con legname nazionale. Il 23 gennaio 1941 la DGCA diede parere favorevole sul C.6, attribuendogli un coefficiente di sicurezza pari a 12, ed osservando che le ali di uguale apertura davano sicurezza durante il volo rovescio. Si richiese un aumento di 2 mq della superficie alare, che riduceva il carico alare a 50 kg/mq per la versione monoposto e a 55 kg/mq per quella biposto, la maggiorazione delle superfici degli alettoni, l'abbassamento dell'altezza della fusoliera al fine di migliorare la visibilità del pilota, con conseguente aumento della lunghezza della fusoliera. Inoltre fu adottato un unico serbatoio di carburante messo in posizione baricentrale, e un piccolo serbatoio supplementare posto nel piano centrale dell'ala superiore, aumentata la distanza dei piani di coda dalla cellula per migliorarne l'efficienza aerodinamica, alcuni ritocchi al disegno, e per motivi di economia fu adottato un pattino di coda al posto del ruotino. Le caratteristiche di volo elaborate dalla Direzione superiore studi ed esperienze risultavano migliori di quelle previste dalla ditta, e in questo frangente la CANSA venne invitata a progettare la versione biposto.
Durante la 58ª riunione del Comitato Progetti fu convenuto di dotare la Regia Aeronautica di un avanzato velivolo da addestramento acrobatico. Il 24 marzo 1941 il generale Francesco Pricolo autorizzò la costruzione di due prototipi ciascuno dei Breda 205, CANSA C.6, e SAIMAN 207.

## Descrizione tecnica
Aereo da addestramento biplano, monomotore, biposto. Le ali erano di uguale apertura, entrambe dotate di alettoni, e sia le ali che gli alettoni erano intercambiabili.  La fusoliera era interamente realizzata in legno e ricoperta di tela.  L'impennaggio di coda era del tipo classico monoderiva, dotato di piani orizzontali non controventati. Il carrello d'atterraggio era di tipo triciclo classico, con le ruote principali ricoperte da una cofanatura, ed integrato posteriormente da un pattino di coda.
Biposto, dotato di due abitacoli aperti in tandem, l'anteriore per il pilota ed il posteriore per l'allievo, dotati di parabrezza.
La propulsione era affidata ad un motore in linea Isotta-Fraschini Beta RC.10 a 6 cilindri raffreddati ad aria, erogante la potenza di 280 CV e azionante un'elica bipala lignea. Il peso del propulsore era pari a 285 kg.

## Impiego operativo
Il prototipo del C.6B (Biposto), matricola MM.464, andò in volo per la prima volta a Cameri, provincia di Novara, il 30 giugno 1941, nelle mani del collaudatore Fausto Moroni. Emersero subito problemi al propulsore Isotta Fraschini Beta R.C.10, che risultò di difficile messa a punto. Nel mese di agosto il collaudatore Moroni tentò di trasferire il primo prototipo presso il Centro sperimentale di Guidonia. Durante il volo si verificò una piantata del motore sopra il passo della Cisa, in una zona su cui imperversava il maltempo. Impossibilitato ad un atterraggio di fortuna il pilota si lanciò con il paracadute, abbandonando l'aereo. Moroni aveva comunque effettuato molte ore di volo sul C.6, riportandone una buona impressione, e considerandolo riuscito per il compito a cui era stato assegnato. Il secondo prototipo (MM.475) fu trasferito a Guidonia il 6 maggio 1942, ma andò perduto durante un successivo volo di prova effettuato dal maresciallo pilota Bertolini, distaccato presso l'Ufficio Sorveglianza Tecnica di Cameri, con a bordo un tenente ingegnere del G.A.r.i. A causa di una piantata del motore il velivolo, che stava effettuando un avvicinamento alla pista, finì contro gli alberi ai margini dell'aeroporto, riportando danni irreparabili. Nessuno dei presenti a bordo rimase ferito.

### Annotazioni
1. ↑  Per la costruzione dell'aereo si utilizzava legno di faggio, abete e pioppo.
2. ↑  Al posto di quelli previsti sotto il sedile del pilota.

### Fonti
1. 1 2 3  Cosolo, Brotzu 1977, p. 73.
2. 1 2 3 4 5  Cosolo, Brotzu 1977, p. 75.
3. 1 2 3 4 5 6 7 8 9  Cosolo, Brotzu 1977, p. 76.
4. 1 2 3 4  Cosolo, Brotzu 1977, p. 74.
5. 1 2 3 4 5 6 7  Cosolo, Brotzu 1977, p. 77.